# 伊丹台地

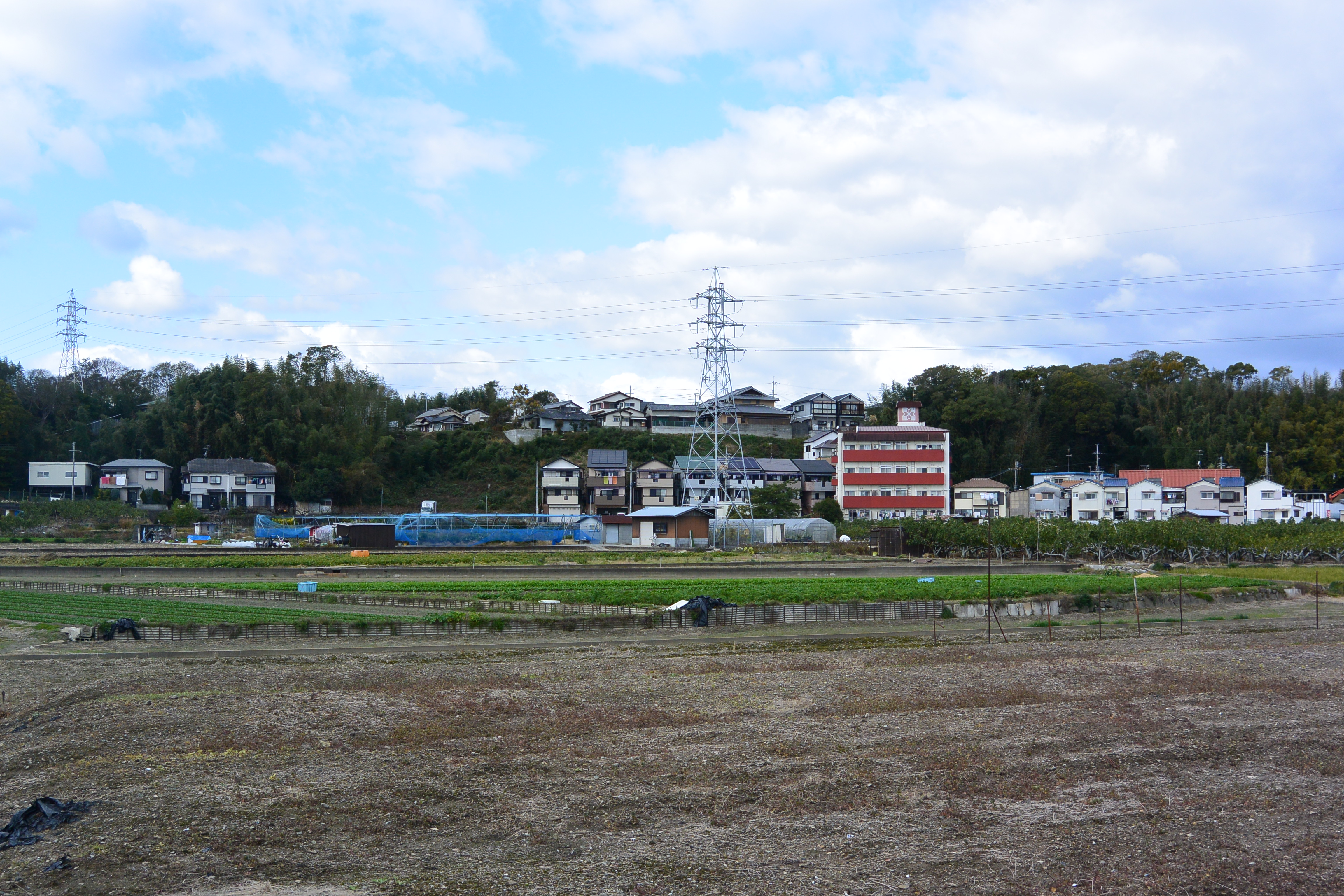
伊丹台地の東端となる猪名川の河岸段丘の崖、川西市加茂地区

伊丹台地（いたみだいち）とは、兵庫県の南東部、猪名川と武庫川の間に広がる丘陵地・台地である。北部は長尾連山に接し、南西方面に向けてなだらかに傾斜し、尼崎平野に至る。
京伏見街道、西宮街道が通る交通の要衝であり、豊富な水源を利用し、江戸期には酒造業が栄える。

## 伊丹台地の範囲
北部は長尾山、東部は猪名川、西部は武庫川に挟まれた南北に長い台地である。東西約4km南北約8㎞で、北端が標高50mと高く南に向かって低くなり、南端は尼崎低地の下に没している。台地のほぼ中央部に昆陽池がある。

## 伊丹台地の成り立ち
約12万年前頃まで、北部の長尾連山より以南は浅い海であった。猪名川や武庫川のほか、長尾連山から流れ込む天神川などの土砂による自然の埋め立て作用で台地が形成された。伊丹台地は主に猪名川と武庫川が運んできた砂礫が海を埋め、その後この領域一帯が隆起した。その際東側が西側より高くなる傾動隆起となったため台地東側には猪名川の浸食による明瞭な崖が形成された。隆起し続ける台地の上に天神川と天王寺川からの土砂礫が供給された。台地化が進んだ後、現在の昆陽池付近に南西から北東に伸びる断層窪地である昆陽池地溝帯が形成された。現在の天神川と天王寺川はこの窪地に沿って流れ武庫川に合流している。